# Гутин, Илья Львович
Гутин Илья Львович (2 декабря 1918 года, Рогачёв, Могилёвская губерния — 11 ноября 2014, Уфа) — живописец, Заслуженный художник Республики Башкортостан (1995). Член Союза художников СССР с 1975 года. Участник Великой Отечественной войны.

## Биография
Гутин Илья Львович родился 2 декабря 1918 года в г. Рогачёве Могилевской губернии. В 1935—1941 годах работал в Музее истории религии и атеизма в Ленинграде.
В годы Великой Отечественной войны в рядах защитников Ленинграда участвовал в боях за Невский пятачок, был ранен.
С 1943 года проживал в Уфе, где в 1945—1955 годах работал художником Государственного краеведческого музея БАССР, в 1960—1970 годах работал в Башкирских художественно-производственных мастерских. В 1957 году окончил филологический факультет БГПИ им. К. А. Тимирязева (Башкирский государственный педагогический университет имени М. Акмуллы).
Картины художника хранятся в Башкирском государственном художественном музее имени М. В. Нестерова в Уфе, в частных коллекциях.
Умер 11 ноября 2014 г. в г. Уфе

## Работы
«Тракторист» (1973), «Доярка Анифа» (1977), «Портрет рабочего» (1978); «Блокадный Ленинград» (1975), «Вчера и сегодня» (1984), «1937 год» (1990), «Воспоминание» (1992).
Портреты «Девушка-башкирка» (1982), «Женский портрет» (1985).
Пейзажи: «На даче» (1980), «Зимний пейзаж» (1984), «Золотая осень» (1991); «Старое и новое», «Зимой в Инорсе» (1986);
Пейзажи-панорамы — «Окраина Уфы» (1980), «Село Аскарово» (1986).
Графические работы: «Портрет девушки» (1980), «Будущая мать» (1982), «Автопортрет» (1989).

## Выставки
Гутин, Илья Львович — участник художественных выставок с 1974 года.
Персональные выставки в Уфе (1990, 1996).
Выставка, посвящённая 100-летию со дня рождения — г. Уфа, 2019 г.

## Награды и звания
Заслуженный художник Республики Башкортостан (1995).
Орден Отечественной войны 2-й (1945) и 1-й (1985) степеней.
Орден Жукова (1997).
Золотой наградной знак «Духовность, традиции, мастерство» Секретариата СХ РФ (2010).